# Holmsund
Holmsund je lokalita[ujasnit] nacházející se v obci Umeå, okres Västerbotten, Švédsko s 5 489 obyvateli v roce 2010. Nachází se 18 km jižně od města Umeå a slouží jako přístav pro Umeå.

## Poloha
Holmsund leží u ústí řeky Ume. Na západě přes ústí řeky se nachází město Obbola, města spojuje silnice E12, kterou vede přes ústí řeky most Obbola. Holmsund i Obbola mají dřevařský a papírenský průmysl. Z jižního konce Holmsundu jezdí trajekt do finského přístavu Vaasa.

## Historie
Před zavedením parní energie se zde nacházelo velké množství[ujasnit] vodních pil.